# Погорельцы (станция)
 Погоре́льцы (бел. Пагарэ́льцы) — железнодорожная станция, расположенная возле одноименной деревни в Несвижском районе Минской области.
Станция расположена между остановочным пунктом Хвоево и Юшкевичи. Рядом с дорогой Несвиж — Барановичи.